# Люблинские поля орошения
Любли́нские поля орошения — участок земли площадью около 1000 га на левом берегу Москвы-реки рядом с деревней Марьино, где производились очистка и обезвреживание городских нечистот путём пропуска их через почву c 1898 по 1978 годы.

План Люблинских полей орошения в 1923 году

## История
Люблинские поля начали создаваться в 1892 году по проекту создания общегородской канализации инженеров В. Д. Кастальского, Н. М. Левачева, П. Л. Николаенко, А. А. Семенова, В. К. Шпейера, П. В. Трунина на месте Красных и Марьинских лугов. 30 июля 1898 года начала действовать 1-я очередь московской канализации, по которой Главная насосная станция перекачивала нечистоты на Люблинские поля орошения, где они проходили почвенную очистку, а также использовались в качестве удобрения для сельскохозяйственных культур. Близ полей были организованы химическая и биолого-бактериологическая лаборатории. Начиная с 1914 года выращивание сельскохозяйственных культур прекращается в связи с перегрузкой системы, поля выполняют исключительно фильтрацию. В мае 1938 года на полях появляется одноимённая станция аэрации. После ввода в 1978 году Курьяновской станции аэрации поля поэтапно были засыпаны, а на их месте началось строительство спального района. Топоним «поля» сохранился в названии двух улиц поблизости — Нижние Поля и Верхние Поля.